# Cleistes pluriflora
Cleistes pluriflora é uma espécie de orquídea terrestre de folhas alternadas e flores grandes que abrem em sucessão, com raízes tuberosas delicadas, habitante do sul da Bahia ao Paraná, no Brasil.